# Edward James Gay (1816–1889)
Edward James Gay (ur. 3 lutego 1816, zm. 30 maja 1889) – amerykański polityk związany z Partią Demokratyczną.
W latach 1885–1889 reprezentował stan Luizjana w Izbie Reprezentantów Stanów Zjednoczonych.
Jego wnuk, również Edward James Gay, był senatorem Stanów Zjednoczonych z Luizjany.